# Sharon López Sarasúa
Sharon Camila López Sarasúa (Montevideo, Uruguay; 1 de mayo de 2003) es una futbolista uruguaya. Juega de defensora central o lateral y mediocampista en Gimnasia y Esgrima La Plata de la Primera División A de Argentina.

## Trayectoria

### Inicios
Nacida en el barrio de Nuevo Ellauri, en Montevideo, jugaba al fútbol desde niña con sus amigos. A sus 7 años de edad, comenzó a jugar baby fútbol en el club San Martín Bonomi con varones.

### Colón FC
A sus 13 años de edad llega a Colón. Fue subcampeona del Campeonato Uruguayo 2017 y 2018 tras caer en ambas finales ante Peñarol, luego de haber conseguido el Clausura 2017 y Apertura 2018 respectivamente.

### Nacional
En 2019 llega a Nacional, en El Bolso se consagró campeona del campeonato 2020. Abandonó el equipo ya que, según sus palabras, no se sentía a gusto.

### Defensor Sporting
A principios de 2022 llega al Violeta. Disputó la Copa Libertadores 2022, siendo la primera participación del equipo en dicho torneo.

### Gimnasia y Esgrima LP
A principios de 2023, se anuncia la llegada de López a Las Lobas.

## Selección nacional
Fue parte de la Selección Sub-17 y Sub-20 de Uruguay, donde consiguió dos medallas de bronce en los Sudamericanos 2018 y 2022 respectivamente.

## Estadísticas

### Clubes
| Club                        | País      | Año             |
| --------------------------- | --------- | --------------- |
| Colón FC                    | Uruguay   | 2017 - 2019     |
| Nacional                    | Uruguay   | 2019 - 2021     |
| Defensor Sporting           | Uruguay   | 2022            |
| Gimnasia y Esgrima La Plata | Argentina | 2023 - presente |